# Que faire ? (Tchernychevski)
Pour les articles homonymes, voir Que faire ?.
Que faire ? Les hommes nouveaux (1862-1863 ; en russe : Что дѣлать?) est un roman écrit par le philosophe, journaliste et homme de lettres russe Nikolaï Tchernychevski.
Publié en 1863, alors que son auteur était emprisonné à la forteresse Pierre-et-Paul à Saint-Pétersbourg, le roman se veut une réponse à Pères et Fils d'Ivan Tourgueniev, paru l'année précédente. Le héros, Rakhmetov, est devenu un emblème du matérialisme et de la noblesse du radicalisme russe. Il mène une vie d'ascète, lui permettant de s'améliorer physiquement, intellectuellement et moralement, avant de se tourner vers la politique au bénéfice du peuple et devient un révolutionnaire professionnel. Le roman décrit aussi, durant le rêve d'un des personnages, une société ayant atteint une « joie éternelle » plutôt terre-à-terre.
Tchernychevski offre une vision idéologique qui se promet de résoudre les tensions provoquées par la réforme de l'éducation, la compétition et l'intrusion culturelle de l'Europe occidentale, l'avènement de la sécularisation et l'influence de la science dans un monde toujours dominé par l'agriculture, le christianisme et la tradition.
Il s'agit de l'œuvre majeure de cet auteur.

## Influences
Selon Eddy Trèves, un biographe de Charles Fourier, Tchernychevski aurait été influencé par son Traité de l'Unité universelle et son Traité du libre arbitre.
Ce roman a exercé une influence considérable sur des générations de jeunes radicaux et révolutionnaires russes, qui modelèrent leur comportement sur les personnages et l'intrigue du roman, notamment la figure du révolutionnaire professionnel. Selon l'historien britannique Orlando Figes, son autorisation de publication par la censure tsariste fut une de ses plus grandes erreurs, car sa lecture convertit de très nombreuses personnes à se dévouer à la révolution. Parmi eux, on trouve Plekhanov, Piotr Tkatchev, et le prince anarchiste Kropotkine ainsi que les étudiants nihilistes des années 1860.

« Qui n'a lu et relu ce livre fameux ? Qui n'a subi son attrait et sous son influence bénéfique, qui ne s'est purifié, amélioré, fortifié, enhardi ? [...] Qui, après avoir lu ce roman, n'a pas réfléchi sur sa propre vie, n'a pas soumis ses propres aspirations et inclinations à un examen rigoureux ? Nous en avons tiré la force morale et la foi en un avenir meilleur. »

— Gueorgui Plekhanov, 1890
Le roman exerça une influence particulièrement importante sur le jeune Lénine qui en trouva un exemplaire dans la bibliothèque laissée par son frère après son exécution, qui déclare en 1904 « Il m'a labouré de fond en comble ». Dès 1902, Lénine reprend le titre Que faire ? pour l'un de ses traités politiques.